# Kettensteg
Most Łancuchowy (niem. Kettensteg) - pierwszy most wiszący w Niemczech, zbudowany w Norymberdze nad rzeką Pegnitz w 1824 r. Łączy małą wyspę na rzece z obydwoma brzegami rzeki. Powstał w miejsce starszego mostu ustawionego wzdłuż zachodnich murów miejskich.

## Źródła
- Franz Sonnenberger: Der Brückenbauer. Conrad Georg Kuppler. Lebensbild des Nürnberger Technikpioniers an der Schwelle zum Industriezeitalter. Schrenk-Verlag Röttenbach 2017. ISBN 978-3-924270-89-6.